# Wieża w Bieławinie
Wieża w Bieławinie – grodzisko, ruiny średniowiecznej wieży na terenie Białawina (Bieławina), obecnie części miasta Chełma.

## Położenie, konstrukcja, stan zachowania
Wieża w Bieławinie, położona na północnym skraju Chełma i zachowana jedynie w postaci zabezpieczonych resztek fundamentów, miała kształt czworoboku o wymiarach zewnętrznych 12,4 metra na 11,8 metra i wewnętrznych 9,2 metra na 8,5 metra (w przeliczeniu na średniowieczne jednostki miary oznacza to 41 na 39 stóp i 30 na 28 stóp); zbudowano ją z kamieni wapiennych łamanych o nieregularnych kształtach, układanych na zaprawie wapiennej.
Wieża stała w miejscu naturalnie obronnym, na owalnej kępie o wysokości około 181 m n.p.m. wśród dawnych starorzeczy i rozlewisk rzeki Uherki oraz jej dopływów Garki i Słyszówki, obecnie porośniętych łąkami. W pobliżu budowli znajdowało się niegdyś źródło, wspomniane w XVII-wiecznym dziele biskupa unickiego Jakuba Suszy Phoenix tertiato redivivus... (1646), dziś wyschnięte wskutek melioracji rzeki, lecz w drugiej połowie XX wieku pamiętane jeszcze przez najstarszych mieszkańców Białawina.
Miejsce, gdzie znajdują się pozostałości wieży, nosi lokalną nazwę Zasłupie, gdyż miejscowa ludność nazywała wieżę w Białawinie słupem lub stołpem (określenie "słup" pojawia się również w dziele Jakuba Suszy z XVII wieku).
Według niektórych źródeł wieża została zniszczona w XIV wieku w czasie wojny polsko-litewskiej. Jeszcze przed II wojną światową istniała prawie w całości północna ściana wieży oraz części ścian wschodniej i zachodniej, jednak 1 kwietnia 1944 roku ściana została zburzona przez Niemców. W latach 90. XX wieku ruiny zabezpieczono, nadbudowując je z pozostałego gruzu.
Ruiny wieży w Bieławinie są tematem jednego z rysunków Adama Lerue (Album lubelskie, 1857–1860); dokumentuje on wygląd budowli w połowie XIX wieku.

## Badania archeologiczne
Badania archeologiczne prowadzone w XX wieku w Bieławinie (rozpoczęli je przed I wojną światową uczeni rosyjscy) wykazały, że wokół wieży, na terenie Zasłupia, znajdowała się rozległa osada o powierzchni około 20 hektarów, której początki znacznie poprzedzają powstanie budowli; osada funkcjonowała już w okresie kultury przeworskiej. Osadnictwo średniowieczne miało trzy fazy: VI–X wiek, X–XI wiek oraz XII–XIV wiek. W trakcie badań nie odnaleziono na tym terenie pozostałości grodziska.
Dane archeologiczne i architektoniczne sugerują, że wieża w Bieławinie była wykorzystywana w drugiej połowie XIII wieku oraz w XIV wieku jako budowla o charakterze rezydencjonalnym, mieszkalnym i obronnym. Poszczególne kondygnacje, na które wchodziło się za pomocą drabin lub schodów, mogły mieć następujące funkcje:
- Na parterze, pozbawionym otworów okiennych (ślepym), mieściła się kuchnia i spiżarnia z niewielkim loszkiem, usytuowanym pod podłogą i wyłożonym drewnem; w trakcie wykopalisk na dnie loszku znaleziono żelazny klucz.
- Druga i trzecia kondygnacja, o drewnianych stropach i ścianach zapewne pokrytych kolorowym tynkiem, mogły służyć celom mieszkalnym.
- Czwarta kondygnacja miała charakter reprezentacyjny; jej podłoga była wyłożona glazurowanymi płytkami ceramicznymi, a ściany były otynkowane i być może pokryte kolorowymi freskami; duże otwory okienne oraz otwór drzwiowy były bogato rzeźbione. Kondygnacja ta miała sklepienie krzyżowo-żebrowe, wykończone glazurowaną cegłą-palcówką i zielonym kamieniem glaukonitytowym; na zewnątrz znajdowała się tzw. hurdycja, czyli drewniana galeryjka, otaczająca wieżę ze wszystkich stron.
- Piąta kondygnacja służyła celom militarnym; stanowiła pomieszczenie dla straży obserwującej okolicę.

Przypuszcza się, że wokół wieży istniały dodatkowe towarzyszące jej budynki drewniane. W starszej literaturze przedmiotu znajdują się informacje, że wieżę otaczało niewielkie grodzisko; podczas wykopalisk prowadzonych w drugiej połowie XX wieku nie natrafiono na jego ślady. Dane archeologiczne sugerują, że przełom XIII i XIV wieku, gdy wieża była zamieszkana, był okresem największego rozkwitu osady w Zasłupiu, która uzyskała wówczas charakter protomiasta.

## Hipotezy
Słownik geograficzny Królestwa Polskiego i innych krajów słowiańskich podaje w oparciu o Latopis ipatijewski (hipacki) (zapis dotyczący 1259 roku), że wieża w Bieławinie oraz pobliska wieża w Stołpiu, położona na południowy zachód od Chełma w odległości 8 kilometrów od miasta i 3 kilometry od wieży w Bieławinie, były częściami średniowiecznego systemu obronnego Chełma jako stolicy księstwa halicko-wołyńskiego. Centrum tego systemu stanowił zamek księcia Daniela Halickiego na Wysokiej Górce w Chełmie; wieże w Bieławinie i Stołpiu miały pełnić rolę strażnic umożliwiających wczesne ostrzeganie przed nadciągającym nieprzyjacielem. Słownik geograficzny Królestwa Polskiego zwraca jednak uwagę, że przeznaczenie wieży w Bieławinie i czas jej powstania nie są dokładnie znane; przypuszczenia archeologów nie są zgodne.
W literaturze naukowej wysunięto hipotezę, że wieżę w Bieławinie mógł zbudować w drugiej połowie XIII wieku wnuk księcia Daniela Halickiego, Jerzy I, jeszcze za życia swego ojca Lwa Halickiego, rezydującego na zamku w Chełmie i zmarłego w 1300 roku; usytuowanie budowli na równinie, poniżej centralnego ośrodka władzy książęcej, mogło odzwierciedlać stosunki lenne między ojcem a synem.
Kompleksowe badania pobliskiej wieży w Stołpiu prowadzone w latach 2003–2005 wykazały, że jej górne kondygnacje były wielokrotnie przebudowywane; na najwyższym piętrze znajdowała się kaplica. Wysunięto hipotezę, że wieża w Stołpiu mogła mieć charakter wieży klasztornej, w której w pierwszej połowie XIII wieku spędziła ostatnie lata swojego życia wdowa po księciu Romanie Halickim, być może pochodząca z Bizancjum; w średniowiecznej Grecji podobne wieże wznoszono jako prywatne kaplice dla członków elit arystokratycznych. W Stołpiu i na Wysokiej Górce w Chełmie również odnaleziono szkliwione płytki podłogowe.

## Legendy
W dziele Jakuba Suszy z 1646 roku wymienione są lokalne podania dotyczące wież w Bieławinie i Stołpiu, pochodzące z przełomu XVI i XVII wieku:

Częste bywaią róźnych pytania, coby też to za wieże, albo słupy były? ieden pod Chełmem, a drugi w mili od Chełma we wsi Stołpiu, tak od słupa samego, tym samym nad wieś dawnieyszego nazwaney? o czym niewiedząc, u ludzi szędziwych, przed lat czterdziestą kilku, iako w Chełmie, tak we wsi Stołpiu zdawna mieszkaiących, badałem się. Naprzód tedy tom z nich wyrozumiał, iż to iakieś propugnacula były. Lecz niewielkie propugnaculum z iedney y drugiey wieży, tak daleko od siebie wzaiem oddaloney [...] Drugich zaś iest zdanie, że te wieże były iakieś bałwochwalnie, albo kaplice pogańskie, zwłaszcza że są na mieyscach, iako pod Chełmem, tak w Stołpiu, krynicznych. Co też nie bez fundamentu głosi się, gdyż przeszła starożytność, na krynicach y zdroiach często swoie Bogi wenerowała, y responsa o rzeczach wątpliwych brała [...] Inni naostatek to twierdzą: iż po rozdzieleniu państw Ruskich, od pierwszych trzech xiążąt wszystkiey Rusi, rzeczonych Kiy, Szczek, Choriw, te kraie nasze, dostały się Szczekowi, który kochaiąc się we zwierzu y łowach, te słupy w lasach y pustyniach przedtym będących, między takowemi wystawił zrzodłami, aby się ze zwierza do nich przychodzącego delektował.

Legendy podane przez Jakuba Suszę zostały przytoczone m.in. przez M. Balińskiego i T. Lipińskiego w dziele Starożytna Polska pod względem historycznym, jeograficznym i statystycznym opisana (1845). Podanie o tym, że wieże w Bieławinie i Stołpiu są zabytkiem pogańskim, zostało przez nich odrzucone, jednak współczesna literatura naukowa nie wyklucza, że we wczesnym średniowieczu VI–X wiek), przed powstaniem wieży w Bieławinie, źródełko usytuowane u jej podnóża mogło być wykorzystywane przez mieszkającą w tym miejscu ludność słowiańską do celów kultowych.
Według podań ludowych wzmiankowanych w publikacji historyka i etnografa Stanisława Cerchy z 1912 roku, w Stołpiu znajdowała się świątynia pogańska Lelum-polelum, a w Bieławinie Świstum poświstum.